# FIFA World
FIFA World — условно-бесплатный симулятор футбола от студии EA Canada, который создавался специально для игроков из стран СНГ и Бразилии.
14 июня 2015 года официальные сервера были отключены.

## Описание
Мэтт Билби, вице-президент компании EA Sports, говорит, что для них очень важен бразильский и российский рынки в отношении не только серии игр FIFA, но и всех спортивных проектов Electronics Arts. «Мы рады, что получили возможность работать над условно-бесплатным эксклюзивным PC-проектом FIFA World для Бразилии и стран СНГ. Для нас это станет незабываемым опытом», — добавил Мэтт. Однако своё обещание Мэтт нарушил и 20 мая 2014 данная игра стала доступна и для всего остального мира.
FIFA World — бесплатная версия FIFA для игроков и поклонников футбола. В основе новой игры лежит FIFA Ultimate Team, самый популярный игровой режим в EA SPORTS FIFA, отражающий недавние реальные достижения лучших футболистов мира. В режиме Ultimate Team поклонники футбола могут создавать команды своей мечты, играть именно в такой футбол, какой им по душе, и практически «на лету» перестраивать свой состав в зависимости от текущей формы их кумиров в мире реального футбола.

## Новый движок
Первоначально FIFA World работала на старом игровом движке FIFA 10, поэтому «геймплей» сильно отличался от платных изданий FIFA 13 и FIFA 14. На выставке Gamescom 2014 была анонсирована обновлённая версия FIFA WORLD на движке FIFA 14 Impact Engine.На деле же это оказался обрубок между FIFA 13 и FIFA 14 c сейтингом и управлением FIFA 11

### Ключевые особенности
- Более 700 официально лицензированных футбольных клубов из более, чем 30 существующих лиг
- Наличие режима Ultimate Team
- Различные виды управления
- Огромный трансферный рынок игроков со всего мира

## Режимы игры
FIFA WORLD была удивительным аналогом FIFA ONLINE по той простой причине, что тут были бесплатные классические онлайн- и офлайн-режимы — такие, как Ultimate Team и Сезоны.

### Сезоны онлайн
Сезоны онлайн — игровой режим, в котором вы берете команду и ведете к первому дивизиону, играя против игроков по всему миру по онлайну .

### Ultimate Team
Ultimate Team — игровой режим, в котором вы сможете взять в свою команду любого игрока из разных лиг и эпох. Также вам предстоит расставлять игроков в составе таким образом, чтобы ваша команда выдавала максимум своих возможностей. Настоящая тренерская работа!

## Комментаторы
Каждый новый сезон игра принимает комментаторов из новой главной версии FIFA. В игре имеются комментаторы для 10 стран доступными на 10 языках, а именно :
- Английский язык: Мартин Тайлер и Алан Смит
- Бразильский (португальский): Тьягу Леиферт и Каио Риберу
- Французский язык: Эрве Мату и Франк Созе
- Немецкий язык: Франк Бушман и Манни Бройкман
- Итальянский язык: Пьерлуиджи Пардо и Стефано Нава
- Польский язык: Дариуш Сзпэковский и Włodzimierz Сзаранович
- Русский язык: Юрий Розанов и Василий Соловьев
- Испанский язык: Маноло Лама и Пако Гонсалес
- Мексиканский (испанский) язык: Фернандо Паломо, Марио Кемпес и Сиро Прокуна

## Закрытие игры
15 апреля 2015 года было официально объявлено, что FIFA World будет закрыта, разработка прекращена в связи с отсутствием импульса для коммерческой прибыли, а 14 июля сервера были выключены как и для всего остального Free-to-Play EA, а именно: Battlefield Heroes, Battlefield Play4Free и Need for Speed World.
Но ещё на протяжении 9 дней сервера FIFA World были доступны для игры с остальными игроками, с перебоями, но матчи запускались. Изменения в составах команд не сохранялись и все играли своими «командами мечты».